# غونار باهر
غونار باهر (بالألمانية: Gunnar Bahr) هو ربان ‏ ألماني، ولد في 21 أكتوبر 1974 في برلين في ألمانيا.

## وصلات خارجية
- غونار باهر على موقع الاتحاد الدولي للملاحة الشراعية (موقع جديد) (الإنجليزية)
- غونار باهر على موقع اللجنة الأولمبية الدولية (الإنجليزية)
- غونار باهر على موقع أوليمبيديا (الإنجليزية)